# Rosulje (Chorwacja)
Rosulje – wieś w Chorwacji, w żupanii sisacko-moslawińskiej, w mieście Hrvatska Kostajnica. W 2011 roku liczyła 192 mieszkańców.